# Aleurodamaeus trichosus
Aleurodamaeus trichosus är en kvalsterart som först beskrevs av Kulijev 1979.  Aleurodamaeus trichosus ingår i släktet Aleurodamaeus och familjen Aleurodamaeidae. Inga underarter finns listade i Catalogue of Life.